# 1479
| [ Edytuj tabelę ]                          | |
| Król Polski                                | - 1447 Kazimierz IV Jagiellończyk 1492 |
| Książę Albanii                             | - 1446 Lekë Dukagjini 1481 |
| Współksiążęta Andory                       | - 1472 Pere de Cardona 1512 - 1472 Franciszek Febus 1479 - 1479 Franciszek Febus 1483 |
| Król Anglii                                | - 1471 Edward IV 1483 |
| Król Aragonii i Walencji, hrabia Barcelony | - 1458 Jan II Aragoński 1479 - 1479 Ferdynand Aragoński 1516 |
| Władca Azteków                             | - 1468 Axayacatl 1481 |
| Elektor Brandenburgii                      | - 1471 Albrecht III Achilles 1486 |
| Książę Bawarii-Landshut                    | - 1450 Ludwik IX Bogaty 1479 - 1479 Jerzy Bogaty 1503 |
| Książę Bawarii-Monachium                   | - 1460 Zygmunt 1501 - 1465 Albert IV Mądry 1503 |
| Książę Burgundii                           | - 1477 Maria Burgundzka 1482 |
| Sułtan Brunei                              | - 1473 Bolkiah 1521 |
| Cesarz Chin                                | - 1464 Chenghua 1487 |
| Król Cypru                                 | - 1474 Katarzyna Cornaro 1489 |
| Król Czech                                 | - 1469 Maciej Korwin 1490 |
| Król Danii                                 | - 1448 Chrystian I 1481 |
| Dalajlama                                  | - 1475 Gendun Gjaco 1541 |
| Władca Egiptu                              | - 1468 Ka'itbaj 1496 |
| Cesarz Etiopii                             | - 1478 Yskyndyr 1494 |
| Król Francji                               | - 1461 Ludwik XI 1483 |
| Hrabia Holandii                            | - 1477 Maria Burgundzka 1482 |
| Władca Inków                               | - 1471 Tupac Yupanqui 1493 |
| Cesarz Japonii                             | - 1464 Go-Tsuchimikado 1500 |
| Kalif                                      | - 1455 Al-Mustandżid 1479 - 1479 Al-Mutawakkil II 1497 |
| Król Kastylii i Leónu                      | - 1474 Izabela I Katolicka 1504 |
| Patriarcha Konstantynopola                 | - 1476 Maksym III Manasses 1481 |
| Władca Korei                               | - 1469 Sŏngjong 1494 |
| Wielki książę litewski                     | - 1440 Kazimierz IV Jagiellończyk 1492 |
| Cesarz Majapahitu                          | - 1474 Girindrawardhana 1498 |
| Sułtan Maroka                              | - 1472 Muhammad asz-Szajch al-Mahdi 1505 |
| Książę Mediolanu                           | - 1476 Gian Galeazzo 1494 |
| Senior Monako                              | - 1458 Lambert Grimaldi 1494 |
| Wielki książę moskiewski                   | - 1462 Iwan III Srogi 1505 |
| Król Nawarry                               | - 1441 Jan II Aragoński 1479 - 1479 Eleonora I z Nawarry 1479 - 1479 Franciszek Febo z Foix 1483                                                                                         |
| Król Norwegii                              | - 1450 Chrystian I 1481 |
| Sułtan Omanu                               | - 1451 Umar ibn al-Chattab 1490 |
| Elektor Palatynatu                         | - 1476 Filip Wittelsbach 1508 |
| Papież                                     | - 1471 Sykstus IV 1484 |
| Król Portugalii                            | - 1438 Alfons V 1481 |
| Cesarz Rzymski (niemiecki)                 | - 1440 Fryderyk III Habsburg 1493 |
| Kapitanowie Regenci San Marino             | - 1478 Marino di Venturino Sabatino di Bianco 1479 - 1479 Antonio di Marino Evangelista di Girolamo Belluzzi 1479 - 1479 Menetto di Menetto Bonelli Fabrizio di Pier Leone Corbelli 1480 |
| Elektor Saksonii                           | - 1464 Ernest Wettyn 1486 |
| Król Szkocji                               | - 1460 Jakub III 1488 |
| Król Szwecji                               | - 1471 Sten Sture Starszy 1497 |
| Król Tajlandii                             | - 1448 Borommatrailokkanat 1488 |
| Sułtan Turków                              | - 1451 Mehmed II Zdobywca 1481 |
| Doża Wenecji                               | - 1478 Giovanni Mocenigo 1485 |
| Król Węgier                                | - 1458 Maciej Korwin 1490 |
| Cesarz Wietnamu                            | - 1460 Lê Thánh Tông 1497 |
| Wielki mistrz zakonu krzyżackiego          | - 1477 Martin Truchsess von Wetzhausen 1489 |

Rok 1479 / MCDLXXIX
stulecia: XIV wiek ~
XV wiek ~
XVI wiek

lata: 1469 «
1474 «
1475 «
1476 «
1477 «
1478 «
1479
» 1480
» 1481
» 1482
» 1483
» 1484
» 1489

## Wydarzenia w Polsce
- (13) 30 stycznia–2 lutego – w Piotrkowie obradował sejm walny[1].
- 2 kwietnia – Kazimierz Jagiellończyk i Maciej Korwin zawarli w Budzie na Węgrzech porozumienie m.in. w sprawie konfliktu Kazimierza z Zakonem Krzyżackim.
- 8 czerwca-4 sierpnia – w Piotrkowie obradował sejm walny[1].
- Koniec tzw. wojny popiej.
- 15 lipca – biskup warmiński Mikołaj Tungen w Piotrkowie Trybunalskim ukorzył się przed królem Kazimierzem Jagiellończykiem. Porozumienie tam zawarte nałożyło na biskupa obowiązek składania przysięgi wierności królowi. Zobowiązano także kapitułę, aby wybierając nowego biskupa kierowała się zasadą, że ma to być „osoba miła królowi”.
- 9 października – na zamku w Nowym Mieście Korczynie wielki mistrz krzyżacki Martin Truchsess von Wetzhausen złożył hołd lenny królowi Kazimierzowi Jagiellończykowi. Do 1497 roku zakończyło to konflikty Polski z Zakonem.
- Kotlin stracił prawa miejskie.

## Wydarzenia na świecie
- 25 stycznia – w Stambule podpisano układ pokojowy w drugiej wojnie wenecko-tureckiej.
- 1 czerwca – założono Uniwersytet Kopenhaski.
- 22 czerwca – w Ołomuńcu Władysław II Jagiellończyk podpisał z Maciejem Korwinem pokój, na mocy którego Maciej Korwin uzyskał prawa do Śląska i Moraw, pokój ten zakończył okres walk o tron czeski.
- 7 sierpnia – zwycięstwo wojsk burgundzkich nad francuskimi w bitwie pod Guinegate, podczas wojny o sukcesję burgundzką.
- 12 sierpnia – Maciej Korwin Król Węgier odebrał w Ołomuńcu hołd lenny od książąt śląskich. Hołd złożyli: książęta opolscy Jan i Mikołaj II, książę toszecki Przemek, książę opawski i głubczycki Jan, książę opawski i raciborski Jan Młodszy, książę cieszyński Kazimierz II, książę raciborski Jan Starszy oraz książę oświęcimski i gliwicki Jan IV[2].
- 13 października – zwycięstwo Węgrów nad Turkami w bitwie na Chlebowym Polu.
- Turcy ponownie podbili Albanię.

## Urodzili się
- 12 marca – Julian II Medyceusz, władca Florencji (zm. 1516)
- 25 marca – Wasyl III, wielki książę moskiewski (zm. 1533)
- 14 lipca – Giglio Gregorio Giraldi, włoski poeta (zm. 1552)
- 6 listopada – Joanna Szalona, królowa Kastylii (zm. 1555)

## Zmarli
- 18 stycznia – Ludwik IX Bogaty, książę Bawarii- Landshut (ur. 1417)
- 20 stycznia – Jan II Aragoński, król Aragonii i Nawarry (ur. 1397)
- 10 kwietnia – Marek Fantuzzi z Bolonii, włoski franciszkanin, błogosławiony katolicki (ur. 1405)

- data dzienna nieznana:
  - Andrzej Bniński – biskup poznański, sekretarz królewski (ur. 1396)